# چلسی استوارت
چلسی استوارت (انگلیسی: Chelsea Stewart؛ زادهٔ ۲۸ آوریل ۱۹۹۰) بازیکن فوتبال اهل کانادا است.
از باشگاه‌هایی که در آن بازی کرده‌است می‌توان به وسترن نیویورک فلش، بوستون بریکرز، و باشگاه فوتبال آی ان ای سی کوبه لئونسا اشاره کرد.
وی همچنین در تیم‌های ملی فوتبال Canada women's national under-20 soccer team و زنان کانادا بازی کرده‌است.
وی در مسابقات کشوری و بین‌المللی در مجموع برندهٔ ۱ مدال برنز شده‌است.